# هارلان جی. بوشفیلد
هارلان جی. بوشفیلد (به انگلیسی: Harlan John Bushfield) سناتور سابق عضو حزب جمهوری‌خواه ایالات متحده آمریکا بود. وی در سال ۱۹۴۳ تا ۱۹۴۸ میلادی سناتور ایالت داکوتای جنوبی در سنای ایالات متحده آمریکا بود.